# Flaga Guernsey
Flaga Guernsey jest flagą częściowo wzorowaną na fladze Anglii, gdyż zawiera czerwony krzyż św. Jerzego, patrona Anglii oraz złoty krzyż. Została przyjęta 13 marca 1985 roku, gdy do flagi Anglii dodano drugi krzyż, który symbolizuje Wilhelma Zdobywcę, księcia Normandii i króla Anglii.
Od 1985 istnieje także odrębna bandera handlowa Guernsey, podnoszona przez statki zarejestrowane na Guernsey. Wygląda ona niemal tak samo jak brytyjska bandera handlowa Red Ensign, lecz ma dodatkowo złoty krzyż jak flaga Guernsey.

## Flagi historyczne

Flaga z lat 1936–1985
Flaga z XIX wieku